# Казімерувка (Підляське воєводство)
Казімерувка (пол. Kazimierówka) — село в Польщі, у гміні Єленево Сувальського повіту Підляського воєводства.
Населення — 115 осіб (2011).
У 1975-1998 роках село належало до Сувальського воєводства.

## Демографія
Демографічна структура станом на 31 березня 2011 року:
|          | Загалом | Допрацездатний вік | Працездатний вік | Постпрацездатний вік |
| -------- | ------- | ------------------ | ---------------- | -------------------- |
| Чоловіки | 59      | 14                 | 37               | 8                    |
| Жінки    | 56      | 15                 | 31               | 10                   |
| Разом    | 115     | 29                 | 68               | 18                   |